# 성심당
성심당(聖心堂, 영어: Sungsimdang)은 대한민국 대전광역시의 베이커리 전문점으로, 1956년에 개업하였다. 튀김소보로나 부추빵으로 이름이 났으며, 2014년 프란치스코 교황 방한 때 교황의 식사빵을 만든 기업으로 유명하다. 군산 이성당, 서울 나폴레옹, 전주 PNB풍년제과, 부산 비앤씨와 함께 대한민국의 5대 빵집으로 꼽히기도 한다.
점포는 은행동에 위치한 본점과 더불어 대전역, 대전컨벤션센터, 롯데백화점 대전점 등 다섯 곳에 있는데, 대전 외의 지역에는 점포를 내지 않는다. KTX 특송 서비스를 운영하여 타지역에서도 만나볼 수 있었던 성심당은 2022년 12월 25일자로 KTX특송 수화물센터 영업이 종료되었다.
대전상공회의소가 대전 소재 대학생 500명을 대상으로 한 조사에서 2년 연속 대전의 대표 브랜드로 선정되기도 했다. 대전광역시의‘2019년 대전관광 실태조사 및 발전방향 연구’에 따르면 성심당이 관광객 방문 및 추천장소·음식 1위에 올랐다. 2018년에는 연매출 500억을 넘어서기도 했는데(532억), 2017년에 비해 26% 상승한 결과이다.

## 역사
1950년 12월, 임길순 씨와 그 가족은 흥남부두에서 SS 메러디스 빅토리호에 승선하여 전쟁의 참화를 피해 거제도로 향하였다. 그 후 1956년, 서울로 이주하기 위하여 기차에 몸을 실었으나 대전역에서 열차가 고장으로 멈추어 이동이 불가능하게 되었다. 거처할 곳이 마땅치 않았던 임 씨 일가는 인근 대흥동에 위치한 가톨릭교회를 찾아가 도움을 청하였고, 교회의 사제는 동정심을 담아 밀가루 두 포대를 건네주었다. 임 씨는 그 밀가루로 찐빵을 만들어 대전역 앞에서 판매하기 시작하였으며, 이로써 ‘성심당’이라는 간판을 내걸게 된 것이다.

## 주요 연혁
- 1956년: 대전에서 성심당 제빵점 설립.
- 2001년 8월 30일: 대전광역시 중구 은행동에서 자본금 520,000,000원으로 로쏘 주식회사 법인 설립. 임영진 대표이사 취임.
- 2002년 9월 25일: 대전광역시 중구 은행동 153번지에 은행지점 설치.
- 2011년 11월 23일: 롯데백화점 대전점에 롯데지점 설치.
- 2012년 1월 3일: 튀김소보로 특허등록(10-1104547호)[6]
- 2012년 11월 7일: 대전역 3층에 대전역지점 설치.
- 2016년 9월 1일: 본점 건너편에 은행2지점을 설치.
- 2017년 8월 31일: 대전컨벤션센터에 DCC지점 설치.
- 2017년 9월 19일: 대전역 지점을 맞이방과 입구 중간층으로 이전.
- 2018년 10월 8일: 대전광역시 중구 대종로에 은행3지점을 설치.
- 2018년 11월 1일: 대전광역시 중구 중앙로에 은행4지점을, 동구 대전천동로에 중동지점 설치.
- 2019년 10월 28일: 대전광역시 중구 중교로 73번길에 은행5지점 설치.
- 2020년 1월 20일: 중동지점 폐지. 대전광역시 중구 대종로에 선화지점 설치.

## 상훈

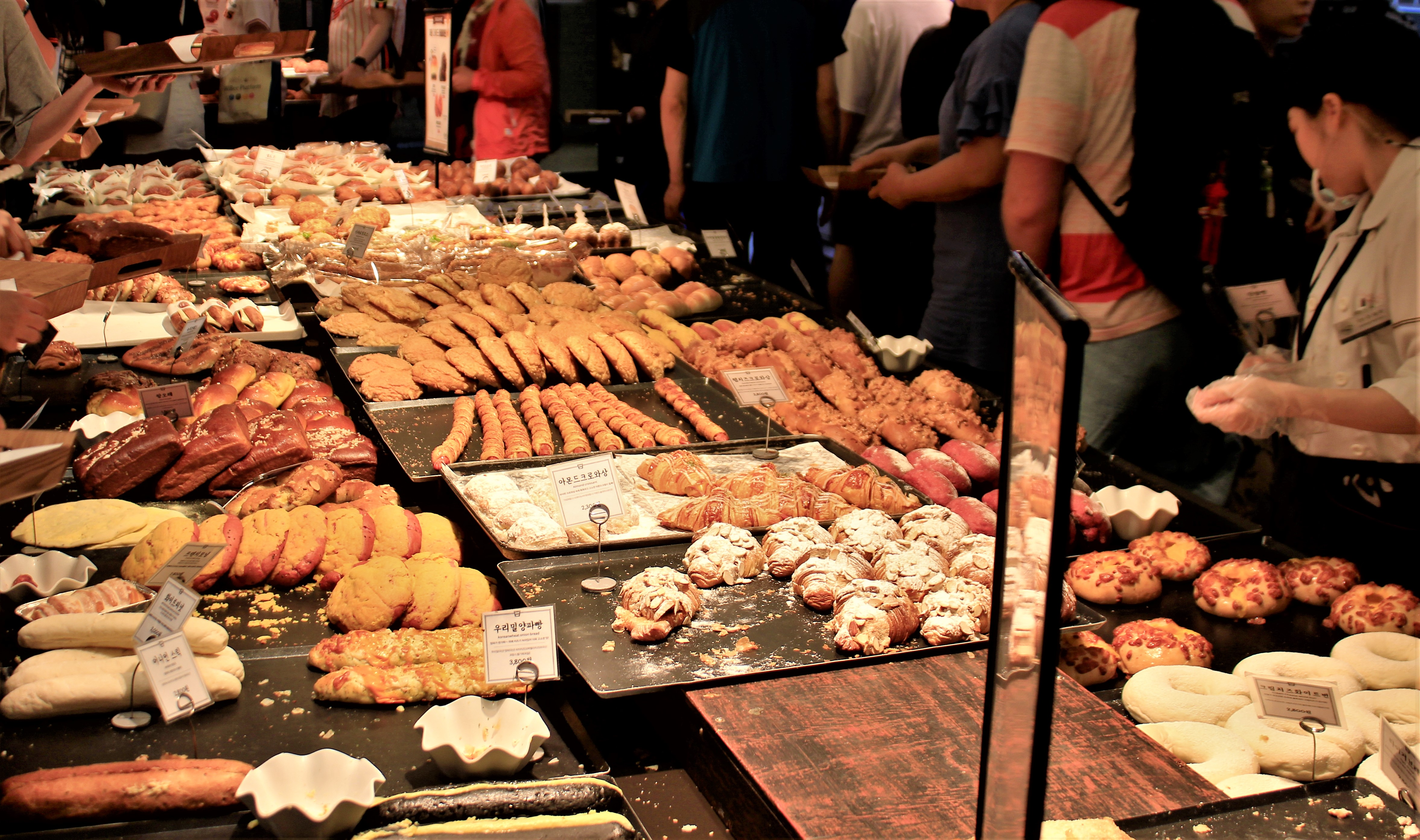
성심당의 빵 진열대

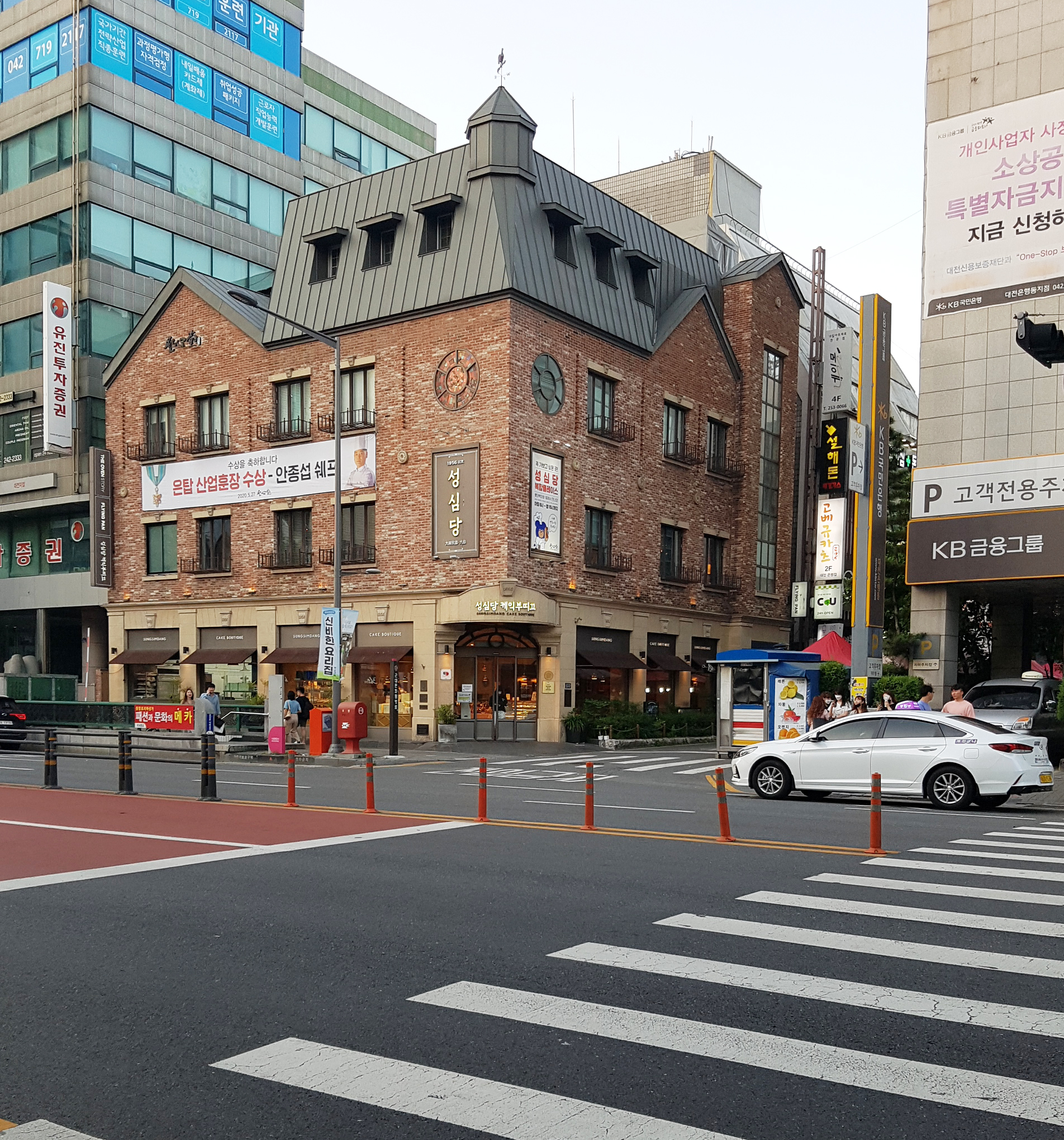
성심당 케익부띠끄 외부 전경

- 성심당 케익부띠끄 외부 전경2015년 9월: 성 대 그레고리오 교황 기사 훈장(임영진 대표)[7]

## 이용객
평일에는 대전 시민과 인근 직장인, 일부 관광객이 방문하여 수천 명에 이르는 이용객이 몰리는 것으로 알려져 있다. 이 시기에는 주로 출·퇴근길과 점심시간대에 이용이 집중되는 경향을 보인다. 주말과 공휴일에는 전국 각지에서 관광객이 유입되며, 하루 이용객 수가 약 1만 명 내외에 달하는 것으로 추산된다. 이 가운데 관광버스를 이용한 단체 방문객의 비중도 적지 않다. 또한 특정 시기에는 신제품이나 계절 한정 메뉴가 출시될 경우 이용객이 급증하여, 대기 인원이 수천 명에 이르는 상황이 발생하기도 한다.

## 주문
성심당은 브랜드의 정체성과 제품의 신선도를 유지하기 위하여 택배 발송을 실시하지 않는다. 이에 따라 전국적으로 온라인 주문을 통한 구매는 불가능하다. 다만 대전 지역에 한하여 제한적인 배송 서비스를 운영하고 있으며, 고객은 본점과 대전역 지점을 비롯한 지정 매장에서 직접 수령할 수 있다. 따라서 성심당 제품은 전국 단위의 택배 구매가 불가하며, 대전 지역 내 배송이나 방문 수령을 통해서만 구입할 수 있다.

## 같이 보기
- 뚜레쥬르
- 파리바게뜨